# 크리스티앙 달제
크리스티앙 달제(프랑스어: Christian Dalger, 1949년 12월 19일~2023년 7월 1일)는 프랑스의 전직 프로 축구 선수로, 현역 시절 공격수로 활약했다. 그는 프랑스 국가대표팀 경기에 6번 출전하여 2골을 기록했다.
현역 시절, 그는 툴롱(1962–1971)과 모나코(1971–1980)에서 활약했고, 1978년에 리그 정상에 올랐다. 그는 프랑스 국가대표팀 일원으로 1978년 월드컵에 참가했다. 현역 은퇴 후, 그는 축구 감독이 되었다.